# Тамура, Иссэй
Иссэй Тамура (яп. 田村 一聖; род. 12 марта 1984, Синагава) — японский боец смешанного стиля, представитель легчайшей и полулёгкой весовых категорий. Выступает на профессиональном уровне с 2008 года, известен по участию в турнирах таких бойцовских организаций как UFC, Shooto, Pancrase, Road FC и др. Владел временным титулом King of Pancrase в полулёгком весе.

## Биография
Иссэй Тамура родился 12 марта 1984 года в Токио, Япония.

### Shooto
Дебютировал в смешанных единоборствах на профессиональном уровне в июне 2008 года в японской организации Shooto, где после нескольких побед был признан лучшим новичком. Проходил подготовку в зале Krazy Bee, возглавляемым известным бойцом Норифуми Ямамото.

### Ultimate Fighting Championship
Имея в послужном списке шесть побед и только два поражения, привлёк к себе внимание крупнейшей бойцовской организации мира Ultimate Fighting Championship и в феврале 2012 года подписал с ней долгосрочный контракт. Дебютировал в октагоне UFC в том же месяце, заменив травмировавшегося Леонарда Гарсию в поединке с Чжаном Тецюанем. В итоге отправил своего соперника в нокаут в начале второго раунда.
В июле 2012 года спустился в легчайшую весовую категорию и вышел в клетку против Рафаэла Асунсана, но проиграл этот бой техническим нокаутом во втором раунде.
Последний раз дрался в UFC в марте 2013 года, когда на турнире в Монреале был нокаутирован будущим чемпионом Ти Джеем Диллашоу. Потерпев два поражения подряд, вскоре был уволен из организации.

### Road FC
Покинув UFC, Тамура присоединился к южнокорейскому промоушену Road Fighting Championship, в 2013—2015 годах провёл здесь три поединка с малоизвестными корейскими бойцами, во всех трёх случаях проиграл сдачей в результате успешно проведённых удушающих приёмов сзади.

### Pancrase
Начиная с 2015 года активно выступает в японской организации Pancrase. Так, в апреле 2016 года завоевал здесь титул временного чемпиона в полулёгкой весовой категории, но в марте 2017 года при впервой же защите лишился своего чемпионского пояса.

## Статистика в профессиональном ММА
| Боёв 22  | Побед 12 | Поражений 10 |
| -------- | -------- | ------------ |
| Нокаутом | 4        | 2            |
| Сдачей   | 0        | 5            |
| Решением | 8        | 3            |

| Результат | Рекорд | Соперник           | Способ                     | Турнир                                           | Дата            | Раунд | Время | Место               | Примечание                                                    |
| --------- | ------ | ------------------ | -------------------------- | ------------------------------------------------ | --------------- | ----- | ----- | ------------------- | ------------------------------------------------------------- |
| Поражение | 12-10  | Кадзумаса Мадзима  | Сдача (треугольник руками) | Pancrase: 305                                    | 26 мая 2019     | 3     | 3:41  | Токио, Япония       |                                                               |
| Поражение | 12-9   | Таити Накадзима    | Единогласное решение       | Pancrase: 299                                    | 9 сентября 2018 | 3     | 5:00  | Токио, Япония       |                                                               |
| Победа    | 12-8   | Ёсинори Хориэ      | TKO (удары руками)         | Pancrase: 294                                    | 11 марта 2018   | 2     | 1:28  | Токио, Япония       |                                                               |
| Победа    | 11-8   | Такуми Судзуки     | Единогласное решение       | Pancrase: 291                                    | 12 ноября 2017  | 3     | 5:00  | Токио, Япония       |                                                               |
| Поражение | 10-8   | Назарено Малегарье | Сдача (удушение сзади)     | Pancrase: 285                                    | 12 марта 2017   | 1     | 2:50  | Токио, Япония       | Лишился временного титула King of Pancrase в полулёгком весе. |
| Победа    | 10-7   | Дзюнтаро Усику     | KO (удар рукой)            | Pancrase: 277                                    | 24 апреля 2016  | 3     | 1:52  | Токио, Япония       | Выиграл временный титул King of Pancrase в полулёгком весе.   |
| Победа    | 9-7    | Такуми Накаяма     | Единогласное решение       | Pancrase: 273                                    | 13 декабря 2015 | 3     | 5:00  | Токио, Япония       |                                                               |
| Победа    | 8-7    | Хикару Хасуми      | Единогласное решение       | Pancrase: 269                                    | 9 августа 2015  | 3     | 5:00  | Токио, Япония       | Вернулся в полулёгкий весе.                                   |
| Поражение | 7-7    | Чо Ён Сон          | Сдача (удушение сзади)     | Road Fighting Championship 22                    | 21 марта 2015   | 2     | 3:57  | Сеул, Южная Корея   |                                                               |
| Поражение | 7-6    | Ким Су Чхоль       | Сдача (удушение сзади)     | Road Fighting Championship 15                    | 31 мая 2014     | 1     | 2:41  | Вонджу, Южная Корея |                                                               |
| Поражение | 7-5    | Сон Мин Джон       | Сдача (удушение сзади)     | Road Fighting Championship 13                    | 12 октября 2013 | 3     | N/A   | Куми, Южная Корея   |                                                               |
| Поражение | 7-4    | Ти Джей Диллашоу   | KO (удары)                 | UFC 158                                          | 16 марта 2013   | 2     | 0:26  | Монреаль, Канада    |                                                               |
| Поражение | 7-3    | Рафаэл Асунсан     | TKO (удары руками)         | UFC on Fuel TV: Munoz vs. Weidman                | 11 июля 2012    | 2     | 0:25  | Сан-Хосе, США       | Дебют в легчайшем весе.                                       |
| Победа    | 7-2    | Чжан Тецюань       | KO (удар рукой)            | UFC 144                                          | 26 февраля 2012 | 2     | 0:32  | Сайтама, Япония     |                                                               |
| Поражение | 6-2    | Гай Делюмо         | Решение большинства        | Shooto: Shooto the Shoot 2011                    | 5 ноября 2011   | 3     | 5:00  | Токио, Япония       |                                                               |
| Победа    | 6-1    | Кацуя Тойда        | KO (удары руками)          | Shooto: Gig Tokyo 7                              | 6 августа 2011  | 1     | 1:23  | Токио, Япония       |                                                               |
| Поражение | 5-1    | Таики Цутия        | Решение большинства        | The Way of Shooto 4: Like a Tiger, Like a Dragon | 19 июля 2010    | 3     | 5:00  | Токио, Япония       |                                                               |
| Победа    | 5-0    | Густаво Фальчироли | Единогласное решение       | Shooto: Revolutionary Exchanges 3                | 23 ноября 2009  | 3     | 5:00  | Токио, Япония       |                                                               |
| Победа    | 4-0    | Хаятэ Усуи         | Единогласное решение       | Shooto: Gig Tokyo 2                              | 19 апреля 2009  | 2     | 5:00  | Токио, Япония       |                                                               |
| Победа    | 3-0    | Наохиро Мидзуно    | Единогласное решение       | Shooto: The Rookie Tournament 2008 Final         | 13 декабря 2008 | 2     | 5:00  | Токио, Япония       | Выиграл турнир новичков Shooto.                               |
| Победа    | 2-0    | Такуми Ота         | Решение большинства        | Shooto: 10/13 in Kitazawa Town Hall              | 13 октября 2008 | 2     | 5:00  | Токио, Япония       |                                                               |
| Победа    | 1-0    | Ясухиро Канаяма    | Единогласное решение       | Shooto: 6/26 in Kitazawa Town Hall               | 26 июня 2008    | 2     | 5:00  | Токио, Япония       |                                                               |